# Chapelle Strozzi de Mantoue
 (mars 2022).
Si vous disposez d'ouvrages ou d'articles de référence ou si vous connaissez des sites web de qualité traitant du thème abordé ici, merci de compléter l'article en donnant les références utiles à sa vérifiabilité et en les liant à la section « Notes et références ».

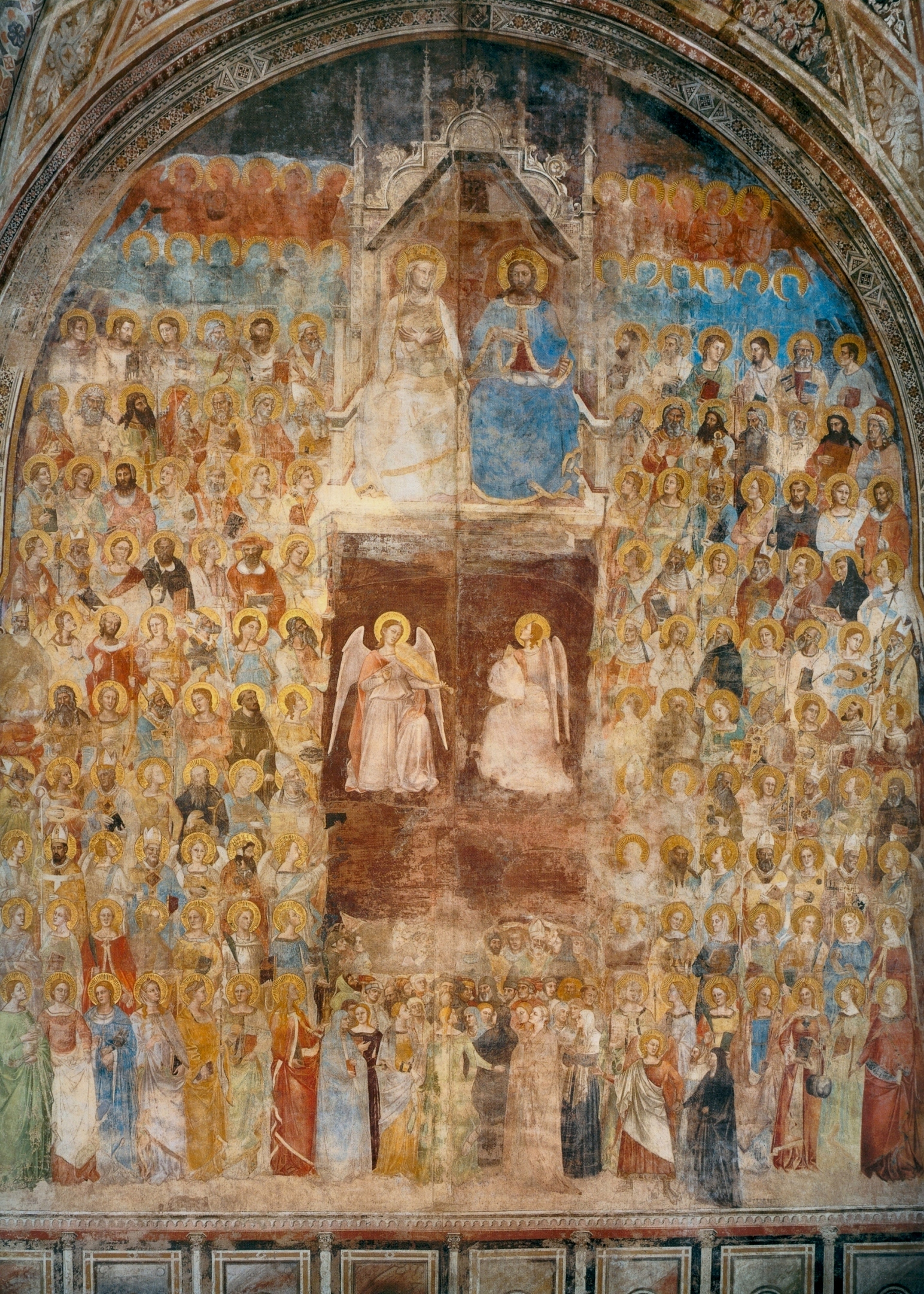
Nardo di Cione, Paradis, vers 1360.

La chapelle Strozzi de Mantoue est la chapelle à la tête du transept gauche de la basilique Santa Maria Novella à Florence, en Italie. La chapelle est surélevée et placée symétriquement par rapport à la chapelle Rucellai. Elle a été décorée de fresques par Nardo di Cione avec Le Jugement dernier, L'Enfer, Le Purgatoire et Le Paradis, réalisées de 1351 à 1357.

## Histoire
La chapelle appartenait à la famille Strozzi, plus précisément à la branche de Rosso di Geri Strozzi, dont les descendants en 1382, furent exilés à Mantoue, avec parmi eux Tommaso Strozzi. C'est pour cette raison que la chapelle porte désormais ce nom (la branche de la famille s'appela « di Mantova » un siècle après la fondation de la chapelle, très exactement après l'exil de Palla Strozzi en 1434).
La chapelle est achevée vers 1335, par Rosso di Geri Strozzi ou par son fils Jacopo di Rosso Strozzi. Ce n'est que plus tard, en 1350-1357, qu'elle est recouverte de fresques de Nardo di Cione (frère d'Andrea Orcagna), avec la participation plus marginale de Niccolò di Tommaso et Giovanni del Biondo. Elle est dédiée, depuis sa fondation, à saint Thomas d'Aquin. La position de la chapelle est excentrée par rapport à la tête du transept, en raison de la présence du campanile derrière la partie gauche du mur de fond de ce même transept.

## Description
Les fresques de Nardo di Cione sont parmi les meilleures œuvres de cet artiste et ont été commandées par Tommaso di Rossello Strozzi en expiation du péché d'Usure. Niccolò di Tommaso y a également participé. Les fresques ont été détachées et déplacées à la suite de restaurations. Elles représentent les royaumes des cieux structurés selon la Divine Comédie de Dante Alighieri. Le mur de gauche présente le Paradis (détaché en deux parties), où les portraits de saints se succèdent en rangées parallèles continues, comme suspendus les uns sur les autres. Bien que chaque personnage ait sa propre physionomie individuelle, la représentation se résout en un « tapis » multicolore aplati, avec une répétition mécanique des poses qui génère un effet rythmiquement hypnotique. Le mur du fond présente le Jugement dernier, où se trouve également un portrait de Dante, tandis que dans les vitraux, également réalisés sur un dessin de Nardo, sont représentées la Vierge à l'Enfant et Saint Thomas d'Aquin. Les têtes aux fenêtres sont le résultat d'une réintégration moderne. Le mur de droite présente L'Enfer, d'une violence visuelle notable, du fait de la dramatique crue des scènes de damnés. Elle était détachée d'un seul tenant, mesurant 110 mètres carrés.
Quatre Docteurs de l'Église sont peints dans l'intrados de l'arc d'entrée, à savoir Jérôme, Augustin (à gauche), Grégoire et Ambroise (à droite), tandis que dans les médaillons de la croisée d'ogives figure Saint Thomas d'Aquin et les Vertus, des fresques attribuées à Giovanni del Biondo.

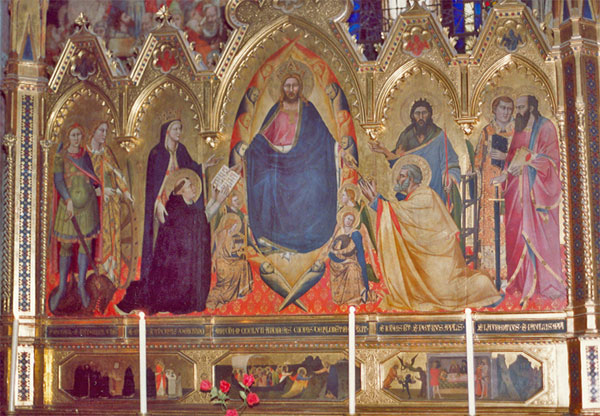
Andrea Orcagna, Rédempteur et Saints, 1357.

## Polyptyque d'Orcagna
Le polyptyque sur l'autel de la chapelle représente le Rédempteur présentant les clefs à saint Pierre et un livre à saint Thomas d'Aquin, avec la Vierge, saint Jean-Baptiste et d'autres saints. À gauche, figure saint Georges avec le dragon et sainte Catherine d'Alexandrie avec la roue dentée de son martyre, à droite, saint Paul avec l'épée et saint Laurent avec le gril. Il s'agit d'un tableau à cinq compartiments avec une prédelle peinte de trois scènes (296 × 160 cm), signée et datée par Andrea Orcagna en 1357. Le panneau est centré sur la figure impassible du Christ en gloire dans une « mandorle » angélique, rappelant une iconographie du XIIIe siècle. C'est un exemple frappant de la façon dont, dans la seconde moitié du XIVe siècle, la peinture s'est orientée vers des sujets plus dogmatiques, archaïques et statiques, en contraste avec les objectifs de réalisme et de narration d'une cinquantaine d'années avant Giotto di Bondone et ses écoles. Le panneau est également connu pour être le premier exemple de polyptyque dans lequel les frontières entre les compartiments sont complètement supprimées, pour donner une continuité spatiale à l'ensemble de la représentation.

## Ouvrages à l'extérieur de la chapelle
Sur le mur extérieur de la chapelle se trouve une horloge décorée de fresques, où l'on peut également lire un distique d'Ange Politien.
Sous l'escalier d'accès se trouve un ancien sacellum dans lequel sont enterrés les corps de différents membres de la branche de Mantoue de la famille Strozzi. Y repose également le corps du bienheureux Alessio, dominicain et prieur de la basilique, fils du susmentionné Jacopo di Rosso Strozzi, décédé en 1383. Le corps du bienheureux Alessio a reposé à l'intérieur de la chapelle jusqu'au siècle dernier. À la suite d'une reconnaissance en 1942, il a été retrouvé intact, puis transféré au cimetière sous l'escalier, à l'intérieur d'une urne funéraire en cristal.
À l'intérieur du cimetière se trouve une fresque de la seconde moitié du XIVe siècle, réalisée par un artiste non identifié qui représente la Déposition et les Saints. L'arc du cimetière est orné de deux prophètes sculptés par un sculpteur florentin anonyme, datant d'environ 1335-1340.